# Sensor intel·ligent
Els sensors intel·ligents es tracten d'un conjunt en el que un o diversos elements sensors i algun altre instrument d'acondicionament del senyal es disposen en una mateixa unitat física, és a dir, la combinació d'un sensor analògic o digital amb un processador, una memòria i un controlador de xarxa en una mateixa placa.
Un sensor intel·ligent aporta informació a les dades obtingudes per a donar suport a la presa de decisions i al processament distribuït.

## Funcions
A l'interior de cada sensor intel·ligent hi ha un o més sensors bàsics i la circuiteria de suport. El concepte de sensor "intel·ligent" s'aconsegueix gràcies a l'electrònica complementària, amb ajuda d'això, els sensors són capaços de realitzar funcions com les següents:
- Pre-processar les dades mesurades.
- Notificar les mesures amb senyals digitals i protocols de comunicació.
- Presa de decisions basant-se en les condicions enregistrades de forma independent al microcontrolador.
- Recordar el calibratge o la configuració dels seus paràmetres.

## Tècniques de compensació integrables
És important compensar les interferències i/o pertorbacions que afecten a la sortida, per això s'utilitzen tècniques de compensació integral com per exemple amb l'ajuda d'un microprocessador que s'encarrega d'emmagatzemar en memòria una sèrie de paràmetres de referència que permetin corregir el valor de sortida del sensor.

## Sistema de comunicació per a sensors
Un cop acondicionades els senyals obtinguts amb els sensors, s'han de transmetre a un receptor o dispositiu de presentació. És important acondicionar els senyals dels sensors per a poder adaptar-les a les característiques del mitjà de comunicació que es desitgi utilitzar.
Després de l'acondicionament amb el circuit immediat al sensor, el senyal es modula o codifica, depenent si la sortida és analògica o digital, perquè sigui possible la seva combinació amb altres que comparteixin el mateix mitjà de transport o perquè el modulador de transmissió pugui processar-la.
D'aquesta manera, un sensor intel·ligent pot acoblar-se a un bus digital, permetent una millor i més ràpida transferència d'informació.

## Aplicacions
Xarxes de sensors intel·ligents per a facilitar el monitoratge de paràmetres en humans, mesures de sensors de llum i temperatura en edificis per a determinar si les llums haurien d'apagar-se automàticament, ajustar la temperatura o sensors de pressió, entre d'altres.